# Гленбјула, Висконсин
Гленбјула, Висконсин (енгл. Glenbeulah) град је у америчкој савезној држави Висконсин.

## Демографија
По попису из 2010. године број становника је 463, што је 85 (22,5%) становника више него 2000. године.
| Група             | 2000.       | 2010.       |
| Белци             | 375 (99,2%) | 456 (98,5%) |
| Афроамериканци    | 0 (0,0%)    | 0 (0,0%)    |
| Азијати           | 0 (0,0%)    | 0 (0,0%)    |
| Хиспаноамериканци | 2 (0,5%)    | 5 (1,1%)    |
| Укупно            | 378         | 463         |